# Geopark Kraj blanických rytířů
Geopark Kraj blanických rytířů je přírodně, geologicky a historicky cenné území v centrální oblasti Čech jižně od Prahy, které se z větší části rozkládá na území okresu Benešov ve Středočeském kraji. Na severu nepatrně zasahuje do okresu Kutná Hora, na východě pak do okresu Havlíčkův Brod v kraji Vysočina a na jihu do táborského okresu v Jihočeském kraji. Koordinátorem činnosti geoparku je základní organizace Českého svazu ochránců přírody ve Vlašimi.

## Území geoparku
Geopark zahrnuje území o rozloze 627,7 km², které je v nejzazších místech na západě ohraničeno železniční tratí Praha - České Budějovice poblíž Olbramovic a na jihozápadě oblastí tzv. České Sibiře u Votic a Miličína. Na severu hranice geoparku dosahují k řece Sázavě a stejnojmennému městu a na severovýchodě k Třebětínu na Kutnohorsku a Číhošti v okrese Havlíčkův Brod. Nejvýchodnějším bodem jsou Stvořidla na řece Sázavě. Nejjižněji položenou částí geoparku je okolí Mladé Vožice v Jihočeském kraji. Do území geoparku je zahrnuta CHKO Blaník, svou rozlohou nejmenší chráněná krajinná oblast v České republice.

### Geomorfologie a geologie
Z geomorfologického hlediska je nadřazenou jednotkou oblast Středočeské pahorkatiny, přičemž geopark v jádru leží na území Vlašimské pahorkatiny, která je podřazeným geomorfologickým celkem této oblasti. Středem území geoparku od jihojihozápadu k severoseverovýchodu prochází systém geologických zlomů, zvaný Blanická brázda. Tyto zlomy vznikly během variského vrásnění v období prvohor. Na západním okraji Blanické brázdy lze sledovat ostrůvky prvohorních usazenin z období permu. Tyto ostrůvky se nacházejí mezi Českým Brodem a Stříbrnou Skalicí, u Divišova a u vesnice Chobot, kde jsou doprovázeny výskytem černého uhlí. S vytvořením Blanické brázdy souvisí též vznik četných menších rudních ložisek. Starší pukliny a zlomy byly později místy vyplněny křemennými žilami.

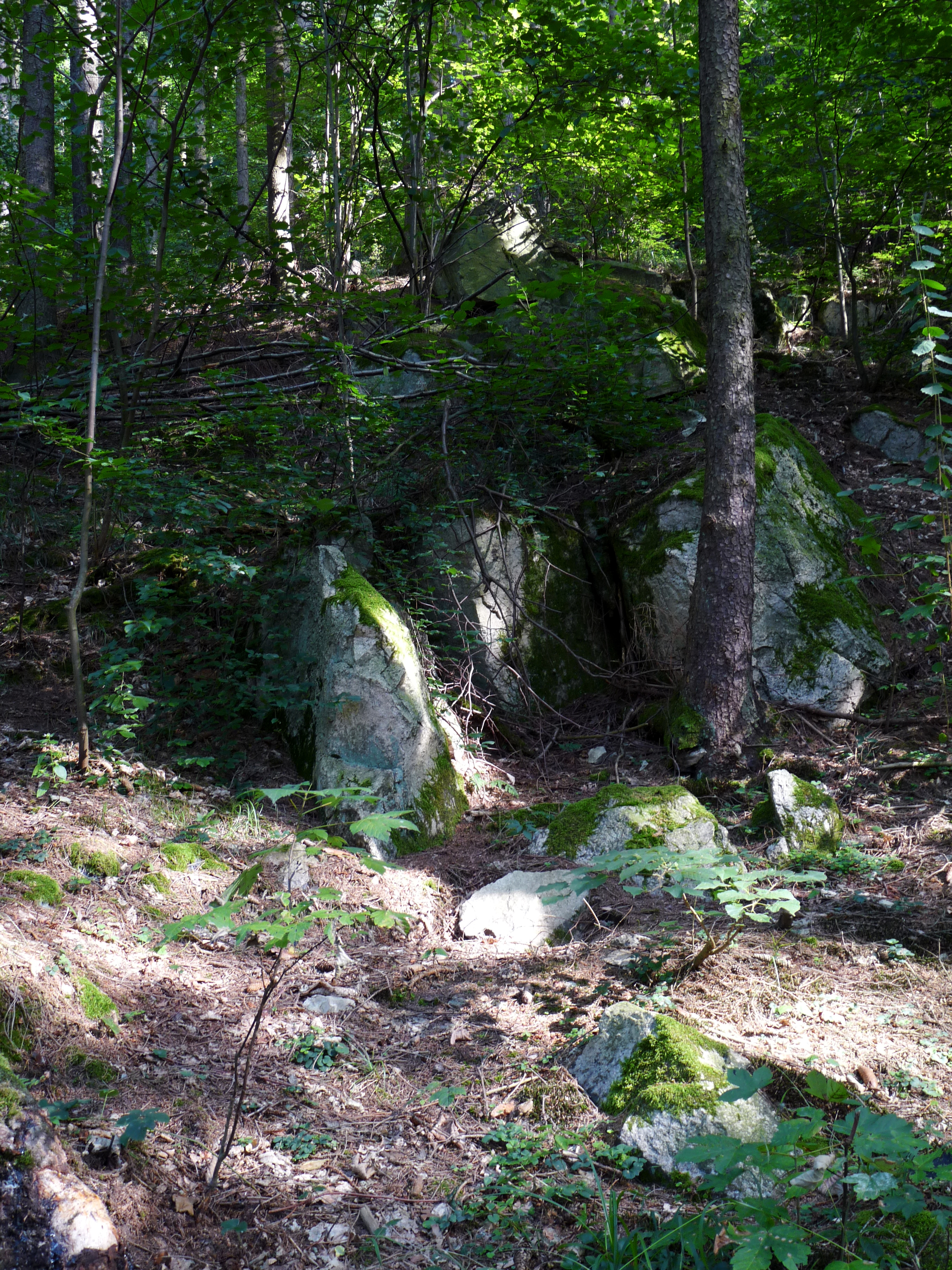
Přírodní památka Na Stříbrné u Českého Šternberka

Tato rudní ložiska byla v minulosti většinou těžena. Mezi nejvýznamnější lokality, pokud jde o těžbu zlata, patřil Důl Roudný, jehož někdejší výsypka je nyní chráněna jako přírodní památka. U Ratibořských Hor, Staré Vožice a Na Stříbrné u Českého Šternberka bylo těženo stříbro, u Zvěstova olovo, měď a zinek.

### Obce a města geoparku
Aktivity geoparku zahrnují následující obce a města: Čechtice, Jankov, Kamberk, Kondrac, Křivsoudov, Louňovice pod Blaníkem, Miličín, Načeradec, Neustupov, Olbramovice, Pravonín, Ratměřice, Trhový Štěpánov, Veliš, Vlašim, Votice, Zruč nad Sázavou a Zvěstov.

## Národní geopark a jeho poslání
Geoparky nemají statut chráněného území, jsou zpravidla neformálním sdružením obcí, měst, spolků, zájmových organizací a občanů na území, které se vyznačuje určitým přírodním, historickým a kulturním potenciálem. Předmětem aktivit Geoparku Kraj blanických rytířů je nejen ochrana a dokumentace přírodních, především geologických fenoménů zdejší krajiny, ale v prvé řadě osvětová činnost. Její součástí je zpřístupňování přírodních lokalit, budování naučných stezek, vydávání publikací a tiskovin a rozvoj šetrného turismu.
Na základě splnění podmínek, zakotvených v Chartě národních geoparků České republiky, obdržel Geopark Kraj blanických rytířů 6. června 2014 z rukou ministra životního prostředí ČR Richarda Brabce titul národní geopark. Tento titul je udělován na omezenou dobu čtyř let a vždy poté je jej nutno obhájit.